# Lotus 102
Lotus 102 – zaprojektowany przez Franka Derniego samochód Formuły 1, którym Team Lotus ścigał się w sezonach 1990–1992.

## Lotus 102A
Lotus 102 był ewolucją modelu 101 i wziął udział w 37 Grand Prix. Używając jako podstawy właśnie modelu 101, Dernie umieścił w nim silnik Lamborghini V12, z którego w sezonie 1989 korzystały samochody Lola. Głównymi wadami tego silnika były rozmiar, waga i zużycie paliwa, miano jednak nadzieję, że jego moc zrekompensuje te niedostatki. Wielkość silnika oznaczała, że należało go umieścić w dolnej części nadwozia, które powinno być zaprojektowane do największych dopuszczalnych wymiarów w celu umieszczenia większych zbiorników paliwa. Ponadto ze względu na masę silnika każdy komponent samochodu musiał zostać dokładnie przebadany, czy nie da się zredukować jego masy.
Kierowców z poprzedniego sezonu, Nelsona Piqueta i Satoru Nakajimę, zastąpiono Derekiem Warwickiem i Martinem Donnellym. Byli oni wysocy, tak więc samochód musiał być wyższy, niż tego pożądali technicy.
Menadżer Lotusa, Rupert Mainwarring, zapowiadał, że w sezonie 1990 Lotus zdobędzie 40 punktów, jednakże kierowcy zdołali zdobyć zaledwie 3 punkty, co pozostało najgorszym wynikiem od sezonu 1958. W związku z tym Camel zaprzestał sponsorowania zespołu, ale w grudniu 1990 Peter Collins i Peter Wright stanęli na czele konsorcjum, które kupiło zespół. Mimo to nie zdołali oni pozyskać sponsorów. Z powodu potrzeby ograniczenia przez zespół kosztów w wyścigach nie wziął udziału zaprojektowany przez Derniego nowy model, 103, zamiast tego rozwijano model 102.

## Lotus 102B
W stosunku do 102A, model 102B miał około 800 nowych części, nie różnił się jednakże znacznie od poprzednika.
Ciężkie silniki Lamborghini zastąpiono silnikami Judd V8. Zmienili się także kierowcy, którymi zostali Mika Häkkinen i Julian Bailey. Oczywiste było, że samochód nie będzie tak szybki, jak McLaren MP4/6 czy Williams FW14, co ujawniło się już w pierwszym wyścigu, o Grand Prix Stanów Zjednoczonych. Z powodu niezakwalifikowania się do wyścigu o Grand Prix Monako Bailey został zwolniony, a zastąpił go kierowca testowy, Johnny Herbert. Z powodu uczestnictwa w Formule 3000 Herbert nie mógł wziąć udziału w czterech wyścigach; zastąpił go w nich Michael Bartels, ale nie zdołał zakwalifikować się do żadnego z nich.
Lotus ponownie zakończył sezon, uzyskując 3 punkty.

## Lotus 102C
Lotus 102C był modelem, który miały napędzać silniki Isuzu. Projekt ten jednak nigdy nie doszedł do skutku.

## Lotus 102D
Z powodu opóźniającego się debiutu modelu 107, na początku sezonu 1992 ścigał się nadal model 102, oznaczony jako 102D. Model wyparł planowanego Lotusa 103 po tym, gdy Team Lotus został przejęty przez Horsta Schubela. Podobny do 102B, posiadał silnik Forda.

## Wyniki
| Legenda oznaczeń w tabelach wyników Wyświetl szablon na nowej stronie | Legenda oznaczeń w tabelach wyników Wyświetl szablon na nowej stronie                                                                     |
| Oznaczenie                                                            | Wyjaśnienie |
| --------------------------------------------------------------------- | --- |
| Złoty                                                                 | Zwycięzca lub mistrzostwo |
| Srebrny                                                               | 2. miejsce lub wicemistrzostwo |
| Brązowy                                                               | 3. miejsce lub II wicemistrzostwo |
| Zielony                                                               | Ukończył, punktował (w klasyfikacji generalnej, gdy zdobył co najmniej jeden punkt na przestrzeni sezonu, poza trzema powyższymi opcjami) |
| Niebieski                                                             | Ukończył, nie punktował (w klasyfikacji generalnej, gdy nie zdobył co najmniej jednego punktu na przestrzeni sezonu)                      |
| Czerwony                                                              | Nie zakwalifikował się (NZ) |
| Czerwony                                                              | Nie prekwalifikował się (NPK) |
| Różowy                                                                | Nie ukończył (NU) |
| Różowy                                                                | Niesklasyfikowany (NS) (w klasyfikacji generalnej, gdy nie został sklasyfikowany w żadnym wyścigu sezonu)                                 |
| Czarny                                                                | Zdyskwalifikowany (DK) |
| Czarny                                                                | Wykluczony (WYK/EX) |
| Biały                                                                 | Nie wystartował (NW) |
| Biały                                                                 | Kontuzjowany (K/INJ) |
| Biały                                                                 | Wyścig odwołany (OD/C) |
| Bez koloru                                                            | Został wycofany (WYC/WD) |
| Bez koloru                                                            | Nie przybył (NP/DNA) |
| Bez koloru                                                            | Nie brał udziału w treningach (NT/DNP) |
| Bez koloru                                                            | Nie został zgłoszony (–) |
| Pogrubienie                                                           | Start z pole position |
| Kursywa                                                               | Najszybsze okrążenie wyścigu |
| †                                                                     | Nie ukończył, ale jego rezultat został zaliczony ze względu na przejechanie więcej niż 90% dystansu wyścigu.                              |
| *                                                                     | Sezon w trakcie |
| 1/2/3                                                                 | Punktowana pozycja w sprincie |
| Lista systemów punktacji Formuły 1                                    | |

| Sezon | Zespół | Silnik      | Opony | Kierowcy        | 1   | 2   | 3   | 4   | 5   | 6   | 7   | 8   | 9   | 10  | 11  | 12  | 13  | 14  | 15  | 16  | Pkt. | Msc. |
| ----- | ------ | ----------- | ----- | --------------- | --- | --- | --- | --- | --- | --- | --- | --- | --- | --- | --- | --- | --- | --- | --- | --- | ---- | ---- |
| 1990  | Lotus  | Lamborghini | G     |                 | USA | BRA | SMR | MCO | CND | MEX | FRA | GBR | DEU | HUN | BEL | ITA | POR | ESP | JPN | AUS | 3    | 8    |
| 1990  | Lotus  | Lamborghini | G     | Derek Warwick   | NU  | NU  | 7   | NU  | 6   | 10  | 11  | NU  | 8   | 5   | 11  | NU  | NU  | NU  | NU  | NU  | 3    | 8    |
| 1990  | Lotus  | Lamborghini | G     | Martin Donnelly | NW  | NU  | 8   | NU  | NU  | 8   | 12  | NU  | NU  | 7   | 12  | NU  | NU  | NW  |     |     | 3    | 8    |
| 1990  | Lotus  | Lamborghini | G     | Johnny Herbert  |     |     |     |     |     |     |     |     |     |     |     |     |     |     | NU  | NU  | 3    | 8    |
| 1991  | Lotus  | Judd        | G     |                 | USA | BRA | SMR | MCO | CND | MEX | FRA | GBR | DEU | HUN | BEL | ITA | POR | ESP | JPN | AUS | 3    | 10   |
| 1991  | Lotus  | Judd        | G     | Mika Häkkinen   | 13  | 9   | 5   | NU  | NU  | 9   | NZ  | 12  | NU  | 14  | NU  | 14  | 14  | NU  | NU  | 19  | 3    | 10   |
| 1991  | Lotus  | Judd        | G     | Julian Bailey   | NZ  | NZ  | 6   | NZ  |     |     |     |     |     |     |     |     |     |     |     |     | 3    | 10   |
| 1991  | Lotus  | Judd        | G     | Johnny Herbert  |     |     |     |     | NZ  | 10  | 10  | 14  |     |     | 7   |     | NU  |     | NU  | 11  | 3    | 10   |
| 1991  | Lotus  | Judd        | G     | Michael Bartels |     |     |     |     |     |     |     |     | NZ  | NZ  |     | NZ  |     | NZ  |     |     | 3    | 10   |
| 1992  | Lotus  | Ford        | G     |                 | ZAF | MEX | BRA | ESP | SMR | MCO | CND | FRA | GBR | DEU | HUN | BEL | ITA | POR | JPN | AUS | 13   | 5    |
| 1992  | Lotus  | Ford        | G     | Mika Häkkinen   | 9   | 6   | 10  | NU  | NZ  |     |     |     |     |     |     |     |     |     |     |     | 13   | 5    |
| 1992  | Lotus  | Ford        | G     | Johnny Herbert  | 6   | 7   | NU  | NU  |     |     |     |     |     |     |     |     |     |     |     |     | 13   | 5    |